# 20664 Senec
20664 Senec è un asteroide della fascia principale. Scoperto nel 1999, presenta un'orbita caratterizzata da un semiasse maggiore pari a 3,4797327 au e da un'eccentricità di 0,0684798, inclinata di 10,29371° rispetto all'eclittica.
L'asteroide è dedicato all'omonima località slovacca.